# Бережцы
Бережцы (бел. Бярэжцы) — деревня в Ричёвском сельсовете Житковичского района Гомельской области Белоруссии.
На юге и востоке национальный парк «Припятский».

## География

### Расположение
В 42 км на юго-запад от районного центра и железнодорожной станции Житковичи (на линии Лунинец — Калинковичи), 247 км от Гомеля.

## Гидрография
На реке Сцвига (приток реки Припять).

## Транспортная сеть
Транспортные связи по просёлочной, затем автомобильной дороге Туров — Лельчицы. Планировка состоит из дугообразной улицы меридиональной ориентации, рядом с которой на востоке параллельно ей находятся 3 короткие улицы. Застройка деревянная, усадебного типа.

## История
Согласно письменным источникам известна с XIX века как деревня в Туровской волости Мозырского уезда Минской губернии. В 1879 году упоминается в числе селений Рычевского церковного прихода. В результате пожара 29 июня 1885 года сгорело 28 дворов. С 1896 года работала водяная мельница. Согласно переписи 1897 года находилась часовня.
В 1930 году организован колхоз «Прогресс», работала кузница. Во время Великой Отечественной войны в марте 1944 года немецкие каратели полностью сожгли деревню и убили 21 жителя. 102 жителя погибли на фронтах. Согласно переписи 1959 года в составе колхоза «Путь к коммунизму» (центр — деревня Хильчицы). Действуют начальная школа, клуб, библиотека, фельдшерско-акушерский пункт.
В 1979 году уставлен памятник М. М. Морозу — юноше, который, спасая школьников, погиб от взрыва снаряда найденного во время уборки картофеля.

## Население

### Численность
- 2004 год — 112 хозяйств, 270 жителей.

### Динамика
- 1897 год — 46 дворов, 302 жителя (согласно переписи).
- 1917 год — в деревне и фольварке 331 житель.
- 1925 год — 51 двор.
- 1940 год — 94 двора, 460 жителей.
- 1959 год — 408 жителей (согласно переписи).
- 2004 год — 112 хозяйств, 270 жителей.